# Liste der Mitglieder der American Academy of Arts and Sciences/1835
Im Jahr 1835 wählte die American Academy of Arts and Sciences 2 Personen zu ihren Mitgliedern.

## Neugewählte Mitglieder
- Jasper Adams (1793–1841)
- Francis Boott (1792–1863)